# Portales del esplendor
Portales del esplendor (título original en inglés: Through Gates of Splendor) es un libro que narra la historia de la Operación Auca, escrito en 1957 por Elisabeth Elliot.

## Argumento
Elisabeth Elliot, esposa de uno de los 5 misioneros que fueron asesinados, narra el esfuerzo de 5 misioneros por predicarle el evangelio a la tribu Huaorani.  El nombre se deriva del himno finlandés We Rest on Thee (Nos reclinamos sobre ti). Elliot usó cartas y otros textos suministrados por las familias de los misioneros.